# Садовод (Харьковская область)
Садовод (укр. Садовод), поселок, 
Андреевский сельский совет,
Великобурлукский район,
Харьковская область.
Код КОАТУУ — 6321480504. Население по переписи 2001 г. составляет 590 (259/331 м/ж) человек.

## Географическое положение
Посёлок Садовод находится в 2-х км от села Андреевка, вокруг посёлка большие садовые массивы (~600 га).
В посёлке несколько запруд.
Через посёлок проходит автомобильная дорога Т-2115

## История
- 1952 - дата основания.

## Экономика
- В селе есть молочно-товарная ферма.
- «САДОВОД», ЗАО.
- «АНДРЕЕВСКИЙ», ОАО.

## Достопримечательности
- Братская могила советских воинов.